# 해리성 기억상실
해리성 기억상실(dissociative amnesia) 혹은 심인성 기억상실(psychogenic amnesia)은 갑작스러운 역행적 삽화적 기억상실(memory loss)을 특성으로 하는 기억장애(memory disorder)로, 수 시간에서 수 년에 걸쳐 발생한다고 한다. 최근에는 해리성 기억상실은 '회고적으로 보고되는 기억 간극(memory gap)'의 특성을 보이는 해리성 장애(dissociative disorder)라고 정의한다. 이러한 간극들은 개인적 정보, 보통은 트라우마적 혹은 스트레스성 성격의 정보를 상기시키는 능력 손실을 말한다. 정신질환 진단 및 통계 편람(DSM) 제4판인 DSM-IV에서 DSM-5로 개정되면서, 해리성 둔주(dissociative fugue)는 이제 해리성 기억상실의 하위로 분류된다.
기억 장애의 유형적 임상적 증후군은 심인성 기억상실이 있는 사람은 심각하게 개인 정보를 기억하지 못한다. 심지어 자기가 누구인지조차 모를 정도로 단순한 자기 지식에도 영향을 주는 의식적 자기 지식 부족이 있다. 비기질적 요인(nonorganic cause)에서 유래하기 때문에, 심인성 기억상실은 기질적 기억상실(organic amnesia)과는 다르다. 구조적 뇌손상이나 뇌병변(brain lesion)은 드러나지 않지만, 정신적 스트레스(psychological stress) 형태 중 일부는 기억상실을 불러일으킬 수 있다. 그러나 심인성 기억상실이 기억 장애인지인지는 논란이 많다.

## 원인
해리성 기억상실의 신경의학적 원인은 논쟁 중이다. 기질성 기억상실(organic amnesia) 사례에서조차, 뇌병변이나 뇌구조 손상이 있을 경우 병인 정의에 주의해야 하는데, 기억 처리 과정에 중대한 뇌영역의 손상만이 기억 장애(memory impairment)를 일으킬 가능성이 있기 때문이다. 기억상실의 기질적 원인은 탐지하기 어려울 수 있으며, 기질적 원인과 심리적 촉발 모두 서로 얽혀 있을 수 있다. 기질적 요인을 찾지 못할 경우 기억상실은 심리적이라는 결론이 내려지나, 일부 기질적 요인은 탐지의 역치를 밑돌지만, 편두통(migraine) 등 다른 신경의학적 병증들은 기능적 손상이 명확하지 않아도 명확하게 기질적이다. 꾀병(malingering)도 고려해야 한다. 일부 연구자들은 기질성 기억상실이 분명하지 않을 때, 심인성 기억상실이 쓰레기통 진단(wastebasket diagnosis)이 되어서는 안된다고 주장해 왔다. 다른 연구자들은 심인성 기억상실과 그 권한이 임상적 장애로 격하되어서는 안된다는 주장을 방어하는데 주저해 왔다.심인성 기억상실의 진단은 일시적 전건망(transient global amnesia) 영역에서의 동의 이후부터 떨어졌는데, 이는 최소 일부 과잉 진단이 있다는 것을 의미한다. '순수 역행성 기억상실(pure retrograde amnesia)때문에 심인성 기억상실에 대한 추론도 존재한다. 둘다 비슷한 역행적 기억 손실이 있기 때문이다. 또한 기능적 손상이나 뇌병변이 순수 역행적 기억상실에서는 보이지 않지만, 심인성 기억상실과 달리 순수 심리적 혹은 심인적 촉발제(psychogenic triggers)는 순수 역행성 기억상실과 관련있다고 생각하지는 않는다. 정서적 스트레스 같은 심리적 촉발제는 일상생활에 흔하지만 순수 역행성 기억상실은 매우 드물다고 본다. 또한 기질성 손상 잠재성은 반드시 나타나지 않은 것은 아니며, 심리적 요인과 기질성 요인 모두 순수 역행성 기억상실에 존재할 가능성이 높다.

## 일반 문화
영화, 책, 기타 미디어에서 심인성 기억상실은 소설 플롯으로 흔히 사용된다. 윌리엄 셰익스피어(William Shakespeare)의 리어 왕(King Lear)은 딸들의 배신 이후에 기억상실과 광기를 보인다. 니콜라스 달라이락(Nicolas Dalayrac)의 1786년 오페라에서 주인공 니나(Nina) 역시 그렇다. 2009년 텔레비사(Televisa)가 제작한 텔레노벨라(telenovela) 소르틸레히오(Sortilegio)의 여주인공 하켈리네 브라카몬테스(Jacqueline Bracamontes)도 납치 후 기억이 약물로 지워졌다. 오모리(OMORI)의 주인공 중 한 명인 써니(Sunny)는 해리성 기억상실을 앓고 있다.

## 같이 보기
- 이인증
- 해리성 장애